# Зачаївшись
Зачаївшись (англ. Hidden) — американський психологічний трилер 2015 року, написаний та знятий братами Дафферами в їх дебютному повнометражному фільмі. У фільмі зіграли Александер Скашгорд, Андреа Райзборо та Емілі Елін Лінд. Це був останній фільм продюсера Річарда Д. Занука — він помер до початку зйомок.
«Зачаївшись» був випущений у Сполучених Штатах компанією «Warner Bros. Pictures» 15 вересня 2015 року. Фільм отримав кілька позитивних відгуків від критиків і зібрав 310 273 доларів у світовому прокаті.

## Сюжет
Невідомий дивний спалах спустошив Сполучені Штати. Сім'я з трьох осіб, Рей (Александер Скашгорд), Клер (Андреа Райзборо) і їхня донька Зої (Емілі Елін Лінд), знайшли притулок у покинутому протирадіаійному сховищі незабаром після катастрофи, щоб сховатися від монстрів ззовні. Одного разу вночі Зої прокидається після того, як їй наснився кошмар із «Дихаючими». Сім'ї важко справлятися з тісним середовищем, але вони справляються, дотримуючись набору правил, наприклад, завжди зберігати спокій і ніколи не виходити з притулку. Невдовзі за обідом троє виявляють, що їхній пайок, який уже скорочується, також під'їдає щур, і намагаються знайти та вбити його. Сім'я також виявляє, що пацюку вдалося пробратися в укриття через отвір, відмінний від основного забарикадованого люка. Вони знаходять невеликий повітропровід, але Рей запевняє Зої, що «дихаючі» не зможуть пройти через нього. Вони вважають, що вони єдині, хто залишився в живих. «Дихаючі» активно полюють на сім'ю і кілька разів ледь не знаходили їх. Пріоритет Клер і Рея — зберегти життя Зої, незалежно від того, що з ними станеться.
Клер вбиває щура, але в процесі Рей випадково перекидає одну з їхніх ламп, спалюючи дерев'яний стіл. Загасивши вогонь, родина швидко розуміє, що дим, який утворюється від вогню, піднімається вгору по повітроводу, видаючи їхню позицію будь-кому в цьому районі. Пізніше вони виявляють, що дим залишив попіл, який вкрив все над люком укриття, зробивши їхню схованку видимою. Клер і Рей виходять на поверхню, щоб прикрити і сховати свій притулок, але Зої за допомогою саморобного перископа помічає гуманоїдну фігуру вдалині. Нехтуючи правилами матері, Зоя вилазить через барикаду на поверхню, щоб попередити батьків про «Дихаючого». Їй вдається попередити їх, і вони всі повертаються до притулку, але за ними слідують. Клер, Рей і Зої намагаються мовчати, але лялька Зої, Олів, зачепилася за гвинт труби неподалік і активується, видаючи звуки. «Дихаючий» намагається проникнути всередину.
У спогаді про початок спалаху Рей, Клер і Зої їдуть по шосе, тікаючи зі свого містечка Кінгсвілл, але їх, разом із багатьма іншими людьми, зупиняє CDC. Знаки навколо твердять, що вони на карантині.
У сьогоденні інші «Дихаючі» приєднуються і, нарешті, прориваються через люк в укриття. Клер і Зої вдається втекти через повітропровід, але Рей спійманий і зникає, що супроводжується бризками крові. Клер і Зої біжать і опиняються на шосе, де їх зупинили CDC. Клер і Зої потрапили в сітку, випущену з вертольота. «Дихачі», — це, власне, американські солдати в окулярах нічного бачення та респіраторах, оточують їх зі зброєю в руках.
Двоє знаходять неподалік каналізацію і ховаються там. Вони чують, як хтось наближається, і це виявляється Джої, друг і сусід Зої. Він вижив і веде їх до інших, подібних до них, у підземну каналізацію. Перед тим, як Зої та Клер приєднаються до групи інфікованих, що вижили, Зої зазначає, як їм вдалося дожити до 302 дня, дивлячись на сонце, що сходить крізь сусіднє вікно. Клер каже «не дні», маючи на увазі, що їхні дні — це справді «чудеса», так Рей називав кожен день на початку фільму. Клер дивиться у вікно, перш ніж пролізти крізь каналізаційний отвір, показуючи свої закривавлені очі.

## Акторський склад
- Александер Скашгорд — Рей[2]
- Андреа Райзборо — Клер[2]
- Емілі Елін Лінд — Зої[2]
- Гізер Дорксен у ролі Джилліан

## Виробництво

### Зйомки
Основні зйомки фільму почалися 15 серпня 2012 року у Ванкувері, Британська Колумбія, Канада.

### Сприйняття
«Зачаївшись» був випущений обмежено і отримав кілька відгуків. Деніел Курланд називає його «дуже багатообіцяючим, контрольованим дебютом від Мета та Росса Дафферів». Він виконує те, що задумав, і робить це «креативно, мінімалістично». Нав Катіл, написавши для «Influx Magazine», дає фільму оцінку «B», називаючи його «відшліфованим трилером-жахом» і «закінченим фільмом із задовільним завершенням. Крім того, це дуже дорослий, зрілий фільм, який дуже далекий від типових малобюджетних пропозицій, до яких ми більше звикли».
На веб-сайті агрегатора оглядів Rotten Tomatoes 83 % із 6 рецензій критиків є позитивними із середнім рейтингом 5,6/10.